# Pereres del Pla
Pereres del Pla és una masia del municipi de Tagamanent (Vallès Oriental) inclosa en l'Inventari del Patrimoni Arquitectònic de Catalunya. Concretament, es troba al vilatge de Les Casetes del Congost a Santa Eugènia del Congost. Confronta al nord amb el mas La Casa Nova de can Pere Torn a Ponent amb la C-17 i a Migdia amb el mas Can Pere Torn del Serrat.

## Descripció
L'antiga casa pairal era a un nivell més baix, ara aprofitat com a corral. Llavors es traslladà on és ara. Davant la façana una era enrajolada, teulada a dues vessants i la façana original però reformada després amb cornises a l'alçada dels forjats i marcs d'obra a les finestres. Conjunt format per quatre pisos. Es reformà en 1898 dos dels seus murs, afegint tot un cos d'edifici nou. Dos pisos aguantats per pilars i formant un porxo i una façana nova amb dos torres de secció quadrada als angles, rematades per parallamps i rosa dels vents de ferro forjat d'estil modernista. Grup de tres finestres mestres amb arc separat per pilastra i amb balustrada de pedra modernista. Balcó de forja amb motius florals i sostinguts per mènsules de pedra amb relleus de volutes i fulles. Tacant l'era per un costat hi ha tot de casetes que conformen un carrer datat de l'any 1933. Aquestes casetes eren antigues corts i algunes estan llogades avui. Resta un rètol a la façana en temps de la reforma que s'hi feu: "PARERAS DEL PLA/ 1893".

## Història
És esmentada en una obra cabdal per conèixer la toponímia de Tagamanent amb aquestes paraules: "Majestuosa edificació situada ran de la cara de llevant de la carretera de Barcelona a Ribes, orientada de cara a migdia amb el nom de la casa inscrit a la façana principal.
Podem comprovar que el cognom Pereres ve de lluny. Tanmateix ens ha arribat una curiosa versió sobre la denominació de la casa, que fa referència a la seva situació en un pla molt gran plantat de pereres, quan va portar-se a terme la construcció de la casa. L'estructura de la masia avui encara es pot comprovar al carener per sobre de la construcció que va afegir-s'hi l'any 1898, com ens recorda la data de la part superior de la façana, junt amb el nom de la casa. De totes maneres, on es comprova perfectament és a la part superior.
La casa es compon de dues parts, la masia pròpiament dita, amb estructura de fusta, i la part afegida a finals del segle xix, amb estructura metàl·lica. Els masovers vivien a la part posterior, i els van fer l'habitatge més endavant, en espais baixos que trobem en entrar i que després servirien de corts; posteriorment, l'any 1933, es van construir uns habitatges que avui encara existeixen després de l'era. ..."Joan Pereres, Fogatge núm 2598, any 1553 F.XXII". "Joan Pereres", (ACA, Secció del Reial Patrimoni, Fogatge de 1515)...".